# Вільятоя
Вільятоя (ісп. Villatoya) — муніципалітет в Іспанії, у складі автономної спільноти Кастилія-Ла-Манча, у провінції Альбасете. Населення — 135 осіб (2010).
Муніципалітет розташований на відстані близько 230 км на південний схід від Мадрида, 60 км на північний схід від Альбасете.
На території муніципалітету розташовані такі населені пункти: (дані про населення за 2010 рік)
- Сіланко: 35 осіб
- Вільятоя: 100 осіб

## Демографія
Динаміка населення (INE ):

## Галерея зображень
- Розташування муніципалітету у провінції Альбасете